# Alfabeto hebreo
El alfabeto hebreo (en hebreo: אָלֶף־בֵּית עִבְרִי‎, alefbet ivri), también conocido en contexto académico como escritura cuadrada o arameo cuadrado y de forma popular como el alef-bet, es el alfabeto utilizado para la escritura del idioma hebreo y otros idiomas judíos, sobre todo yidis, ladino, judeoárabe y judeopersa. Es un alfabeto de tipo consonántico y se originó como una adaptación del alfabeto arameo imperial, un alfabeto que floreció durante el Imperio aqueménida derivado del alfabeto fenicio.
Antes del cautiverio de Babilonia el hebreo se escribía con una variante del alfabeto fenicio llamada alfabeto paleo-hebreo, que se ha conservado en gran parte como alfabeto samaritano. La actual escritura hebrea "cuadrada", por el contrario, es una forma estilizada del alfabeto arameo y era conocida por los sabios judíos como ashurit  (o ktab ashuri, literalmente "escritura asiria"), ya que se alega que sus orígenes son de Asiria.
También existen varios "estilos" (en términos actuales, "fuentes" o tipos de letra) de representación de las letras, incluyendo una variedad de estilos hebreos cursivos. En el resto de este artículo, el término "alfabeto hebreo" se refiere a la escritura cuadrada a menos que se indique lo contrario.
El alfabeto hebreo tiene 22 letras, como otros alfabetos semíticos. Es unicameral, es decir, sin diferenciación entre mayúsculas y minúsculas. Cinco de sus letras tienen formas diferentes cuando se usan al final de una palabra (sofit). Se escribe de derecha a izquierda. Originalmente, el alfabeto era puramente consonántico, pero al igual que otros alfabetos consonánticos, como el árabe, durante siglos los escribas idearon medios para indicar los sonidos de las vocales sea mediante puntos vocálicos separados (niqqud) o reutilizando las consonantes י ו ה א para indicar vocales (mater lectionis). Hay una tendencia en el hebreo moderno al uso de matres lectionis para indicar vocales que tradicionalmente no se escribían, una práctica conocida como "ortografía completa".
El alfabeto yidis, que es una versión extendida del alfabeto hebreo usada para escribir el idioma yidis, es un alfabeto plenamente vocalizado, con todas las vocales representadas en la ortografía, excepto en el caso de las palabras hebreas heredadas, que normalmente conservan su ortografía hebrea de solo consonantes.
Los alfabetos árabe y hebreo tienen similitudes porque ambos se derivan del alfabeto arameo, que a su vez se deriva del fenicio, que proviente del alfabeto protocananeo utilizado en la antigüedad para escribir los diversos idiomas cananeos (incluyendo hebreo, moabita, fenicio, púnico, etcétera).

## Historia

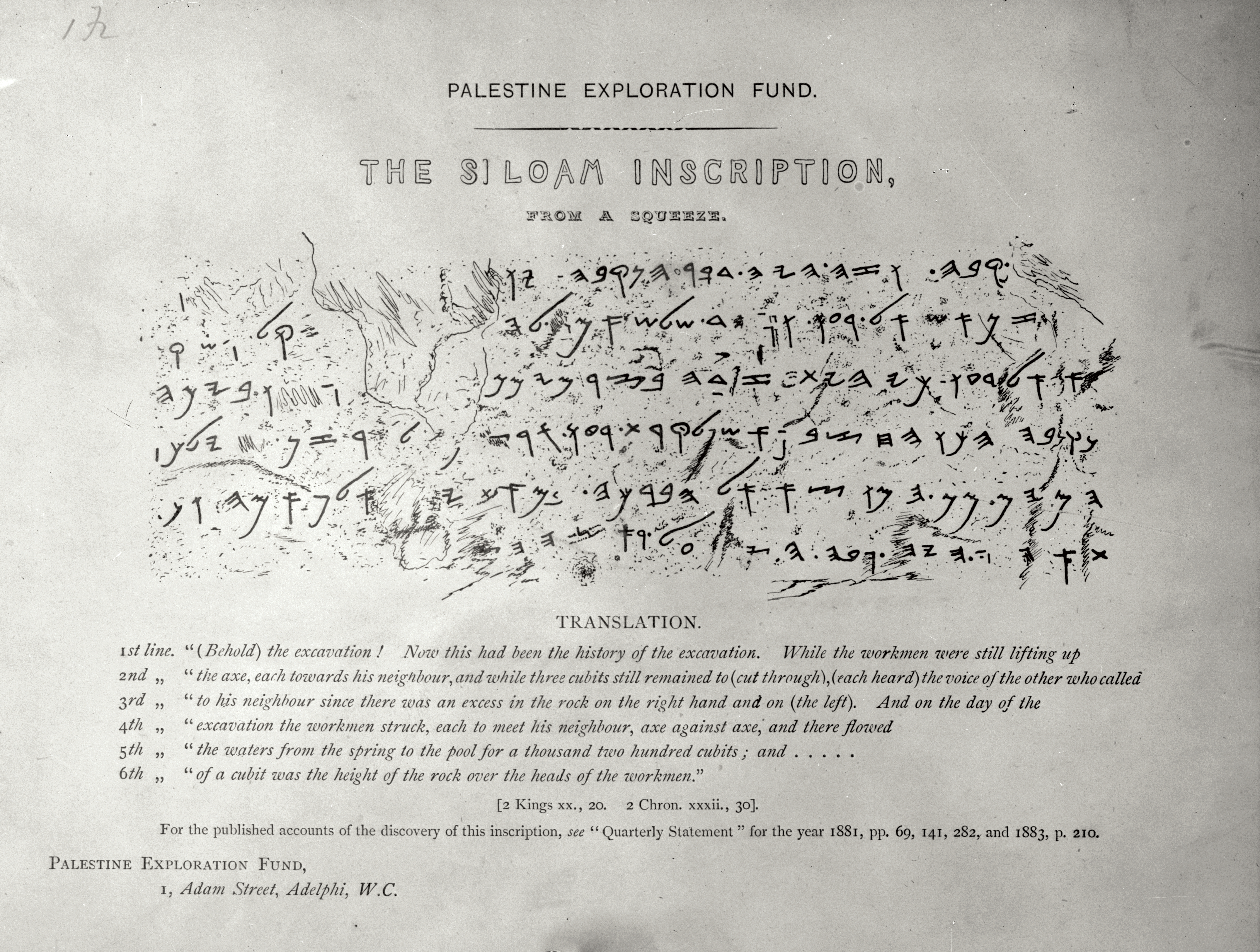
Inscripción de Siloé en paleohebreo

Los dialectos cananeos eran en gran medida indistinguibles antes del año 1000 a. C. Por ejemplo, una de las primeras inscripciones semíticas del área es el calendario de Gézer (siglo X a. C.) sobre el cual los eruditos están divididos en cuanto a si su idioma es hebreo o fenicio y si la escritura es proto-cananea o paleo-hebrea.
Una variante hebrea del alfabeto proto-cananeo, paleo-hebreo por los eruditos, comenzó a surgir alrededor del año 800 a. Un ejemplo es la inscripción de Siloé (c. 700 a. C.).
El alfabeto paleohebreo se utilizó en los antiguos reinos de Israel y Judá. Tras el exilio del Reino de Judá en el siglo VI a. C. (el cautiverio babilónico), los judíos comenzaron a utilizar una forma del alfabeto arameo imperial, otra rama de la misma familia de escrituras, que floreció durante el Imperio aqueménida. Los samaritanos, que permanecieron en la Tierra de Israel, continuaron utilizando el alfabeto paleohebreo. Durante el siglo III a. C., los judíos comenzaron a usar una forma estilizada y "cuadrada" del alfabeto arameo que usaba el Imperio Persa (y que a su vez había sido adoptado de los asirios), mientras que los samaritanos continuaron usando una forma de la escritura paleo-hebrea llamada alfabeto samaritano. Después de la caída del Imperio Persa en el 330 a. C., los judíos usaban ambas escrituras antes de decidirse por la forma cuadrada asiria.
Aunque entonces los judíos ya no hablaban la lengua hebrea, que estaba muerta excepto en el ámbito ritual, el alfabeto hebreo cuadrado se adaptó más tarde y se usó para escribir idiomas de la diáspora judía, como el karaim, los idiomas judeoárabe, el judeoespañol y el yiddish. El alfabeto hebreo continuó en uso para la escritura académica en hebreo y finalmente volvió a ser de uso cotidiano con el renacimiento del idioma hebreo como lengua hablada en los siglos XVIII y XIX, especialmente en la Palestina y tras el establecimiento del Estado de Israel.También se usa informalmente en Israel para escribir árabe levantino, especialmente entre drusos.
| Fenicio |   |   |   |   |   |   |   |   |   |   |   |   |   |   |   |   |   |   |   |   |   |   |
| Arameo  |   |   |   |   |   |   |   |   |   |   |   |   |   |   |   |   |   |   |   |   |   |   |
| Hebreo  | א | ב | ג | ד | ה | ו | ז | ח | ט | י | כ | ל | מ | נ | ס | ע | פ | צ | ק | ר | ש | ת |
| Sonido  | ʾ | b | g | d | h | w | z | ḥ | ṭ | y | k | l | m | n | s | ʿ | p | ṣ | q | r | š | t |

## Letras
La manera más común de escritura en hebreo, incluyendo en prensa escrita y prosa, es sin puntuación. A su vez, como en español, hay diferentes estilos de letras: de molde, imprenta y estilo cursivo o manuscrito. A continuación se muestran las 22 letras que forman el álef-bet, incluyendo las cinco letras de uso exclusivo al final de las palabras llamadas sofit:
| Letra         | א            | ב          | ג              | ד            | ה           | ו                         | ז            | ח          | ט           | י             | כ         |
| Nombre        | Alef (אל"ף)  | Bet (בי"ת) | Guímel (גימ"ל) | Dálet (דל"ת) | Hei (ה"א)   | Vav (ו"ו)                 | Zayn (זי"ן)  | Jet (חי"ת) | Tet (טי"ת)  | Yod (יו"ד)    | Kaf (כ"ף) |
| Pronunciación | /ʔ/          | /b/, /v/   | /g/, /ʤ/       | /d/, /ð/     | /h/         | /v/, /β/, /o:/, /u:/, /w/ | /z/, /ʒ/     | /χ/, /ħ/   | /t/         | /j/, /i/, /y/ | /k/, /x/  |
| Letra         | ל            | מ          | נ              | ס            | ע           | פ                         | צ            | ק          | ר           | ש             | ת         |
| Nombres       | Lámed (למ"ד) | Mem (מ"ם)  | Nun (נו"ן)     | Sámej (סמ"ך) | Ayin (עי"ן) | Pei (פ"א)                 | Tzadi (צד"י) | Qof (קו"ף) | Resh (רי"ש) | Shin (שי"ן)   | Tav (ת"ו) |
| Pronunciación | /l/          | /m/        | /n/            | /s/          | /ʕ/         | /p/, /ʔ/, /f/, /β/        | /ʦ/, /tʃ/    | /k/        | /ʁ/         | /ʃ/, /s/      | /t/, /θ/  |

### Letras finales
Existen 5 letras hebreas que son reemplazadas gráficamente por otras con igual sonido y nombre cuando aparecen al final de una palabra, llamadas sofit.
| Forma final           | ך                     | ם                     | ן                      | ף                     | ץ                        |
| Forma inicial y media | כ                     | מ                     | נ                      | פ                     | צ                        |
| Nombres               | Kaf Sofit (כ"ף סופית) | Mem Sofit (מ"ם סופית) | Nun Sofit (נו"ן סופית) | Pei Sofit (פ"א סופית) | Tzadi Sofit (צד"י סופית) |

### Alfabeto con puntuación
Se utiliza principalmente como método de enseñanza del idioma hebreo y en poesía. Se emplea siempre al escribir en yidis.
| Letra         | א          | בּ              | ב              | ג             | גּ             | ג׳            | ד            | דּ           | ד׳          | ה         | ו           | וּ           | וֹ         | וו) , ו׳)  | ז          | ז׳         | ח         | ט         | י         |
| Nombres       | Alef (אַלֶף) | Bet, Vet (בֵּית) | Bet, Vet (בֵּית) | Guímel (גִּימֵל) | Guímel (גִּימֵל) | Guímel (גִּימֵל) | Dálet (דָּלֶת)  | Dálet (דָּלֶת) | Dálet (דָּלֶת) | He (הֵא)   | Waw (וָו)    | Waw (וָו)    | Waw (וָו)  | Waw (וָו)   | Zain (זַיִן) | Zain (זַיִן) | Jet (חֵית) | Tet (טֵית) | Yod (יוֹד) |
| Pronunciación | /ʔ/        | /b/            | /v/            | /g/           | /g/           | /ʤ/           | /d/          | /d/         | /ð/         | /h/ o /ʔ/ | /v/ o /β/   | /uː/        | /oː/      | /w/        | /z/        | /ʒ/        | /x/       | /t/       | /j/ o /y/ |
| Letra         | יִ          | כּ              | כ              | ל             | מ             | נ             | ס            | ע           | פּ           | פ         | צ           | צ׳          | ק         | ר          | שׁ          | שׂ          | תּ         | ת         | ת׳        |
| Nombres       | Yod (יוֹד)  | Kaf (כַּף)       | Kaf (כַּף)       | Lámed (לָמֵד)   | Mem (מֵם)      | Nun (נוּן)     | Samekh (סָמֶך) | Ayn (עַיִן)   | Pei (פֵּא)    | Pei (פֵּא)  | Tzadi (צַדִּי) | Tzadi (צַדִּי) | Kuf (קוֹף) | Resh (רֵיש) | Shin (שִׁין) | Shin (שִׁין) | Taf (תָּו)  | Taf (תָּו)  | Taf (תָּו)  |
| Pronunciación | /i/        | /k/            | /χ/            | /l/           | /m/           | /n/           | /s/          | /ħ/         | /p/ o /ʔ/   | /f/ o /β/ | /ʦ/         | /tʃ/        | /k/       | /ʁ/        | /ʃ/        | /s/        | /t/       | /t/       | /θ/       |

## Formas cursivas

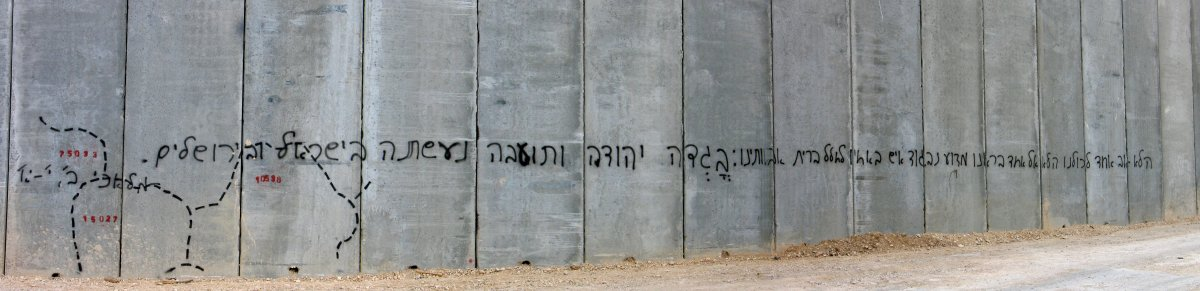
Texto en hebreo cursivo sobre la Barrera israelí de Cisjordania con una cita bíblica de Malaquías 2:10: "¿No tenemos un solo padre? ¿No nos ha creado un solo Dios? ¿Por qué cada uno de nosotros actúa con engaño, cada uno contra su propio hermano, para profanar el pacto de nuestros antepasados? "
הֲל֨וֹא אָ֚ב אֶחָד֙ לְכֻלָּ֔נוּ הֲל֛וֹא אֵ֥ל אֶֽחָ֖ד בְּרָאָ֑נוּ מַדּ֗וּעַ נִבְגַּד֙ אִ֣ישׁ בְּאָחִ֔יו לְחַלֵּ֖ל בְּרִ֥ית אֲבֹתֵֽינוּ

### Hebreo manuscrito
Es una manera más fácil de escribir hebreo. Equivale a nuestra letra cursiva.
| Hebreo cursivo |   |    |    |   |   |    |    |   |   |   |    |
| Hebreo         | א | ב  | ג  | ד | ה | ו  | ז  | ח | ט | י | כך |
| Hebreo cursivo |   |    |    |   |   |    |    |   |   |   |    |
| Hebreo         | ל | מם | נן | ס | ע | פף | צץ | ק | ר | ש | ת  |

### Hebreo Rashi
Es un hebreo semicursivo.
| Hebreo semicursivo |   |     |     |   |   |     |     |   |   |   |     |
| Hebreo             | א | ב   | ג   | ד | ה | ו   | ז   | ח | ט | י | כ ך |
| Hebreo semicursivo |   |     |     |   |   |     |     |   |   |   |     |
| Hebreo             | ל | מ ם | נ ן | ס | ע | פ ף | צ ץ | ק | ר | ש | ת   |

## Signos de puntuación (Niqud)
| Símbolo | Nombre        | AFI | Transliteración | Unicode |
| ------- | ------------- | --- | --- | ------- |
| ְ        | sheva         | [e̞], Ø | ə, e, ', ninguna | U+05B0  |
| ִ        | hiriq         | [i] | i | U+05B4  |
| ֵ        | zeire         | [e̞] | e | U+05B5  |
| ֶ        | segol         | [e̞] | e | U+05B6  |
| ַ        | pataj         | [a] | a | U+05B7  |
| ָ        | kamatz        | [a] | a | U+05B8  |
| ֹ        | holam         | [o̞] | o | U+05B9  |
| ֹ        | dages         | [o̞] | o | U+05B9  |
| ּ        | daguesh       | [b], [g], [d], [k], [p], [t] | b, g, d, k, p, t | U+05BC  |
| ּ        | mappiq        | [h] | h | U+05BC  |
| ֻ        | kubutz        | [u] | u | U+05BB  |
| ֿ        | rafe          | Este símbolo es utilizado en el hebreo biblíco y también en yiddish. Sirve para distinguir פּ [p] de פֿ [f]; también para indicar silencio en una letra como en ה o א. | Este símbolo es utilizado en el hebreo biblíco y también en yiddish. Sirve para distinguir פּ [p] de פֿ [f]; también para indicar silencio en una letra como en ה o א. | U+05BF  |
| ׂ        | punto de Shin | [ʃ] | sh | U+05C1  |
| ׁ        | punto de Sin  | [s] | s | U+05C2  |

## Numeración hebrea
En el hebreo todas las letras tienen a su vez un valor numérico, como se aprecia en la siguiente tabla:
| Letra | Valor | Letra | Valor | Letra | Valor |
| א     | 1     | י     | 10    | ק     | 100   |
| ב     | 2     | כ     | 20    | ר     | 200   |
| ג     | 3     | ל     | 30    | ש     | 300   |
| ד     | 4     | מ     | 40    | ת     | 400   |
| ה     | 5     | נ     | 50    | ך     | 500   |
| ו     | 6     | ס     | 60    | ם     | 600   |
| ז     | 7     | ע     | 70    | ן     | 700   |
| ח     | 8     | פ     | 80    | ף     | 800   |
| ט     | 9     | צ     | 90    | ץ     | 900   |

## Caracteres hebreos en el arte

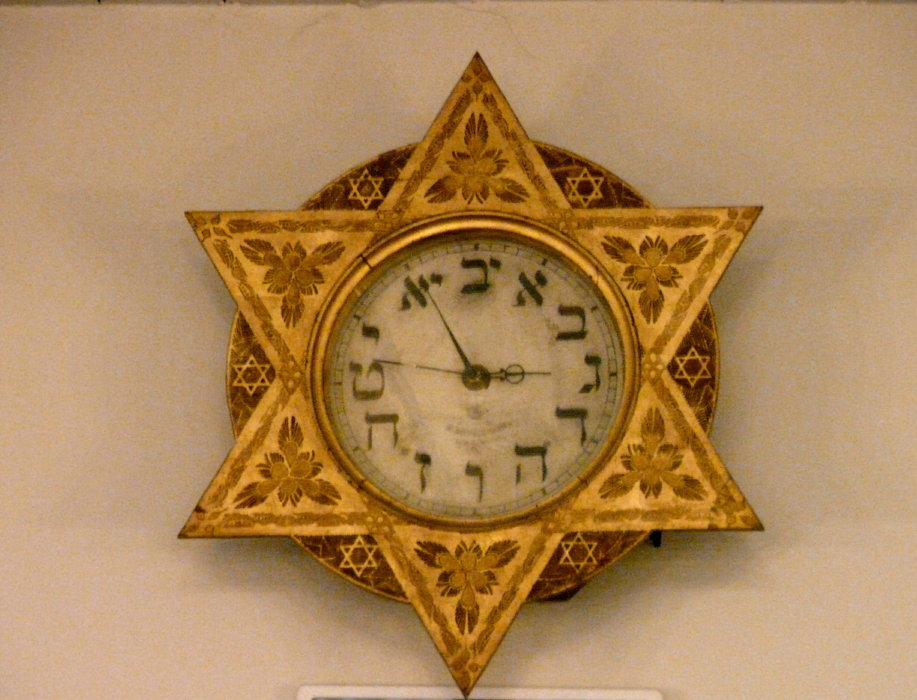
Arte judío. Reloj de la Sinagoga de Ámsterdam, siglo XVIII.
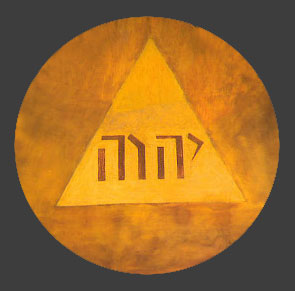
Francisco de Goya, "El nombre de Dios", YHWH (יהוה), detalle del tetragrámaton hebreo en triángulo.[10] representado en La Gloria, 1772. Basílica del Pilar, Zaragoza.
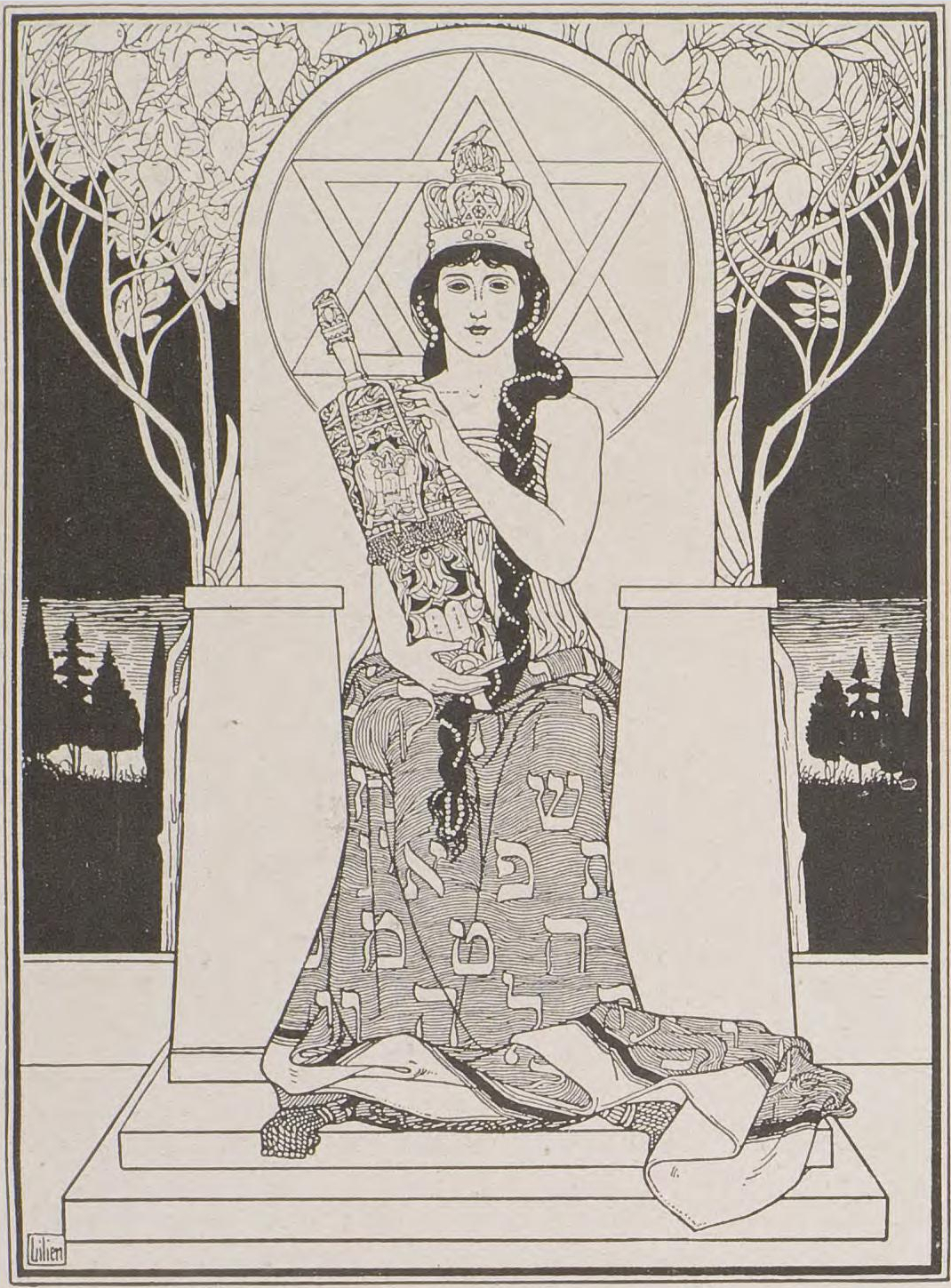
La principal fuente del acervo hebreo es la Torá, preservada en esta estampa de Lilien por la La reina del Shabat, en cuyo vestido figuran los caracteres empleados por el idioma hebreo.
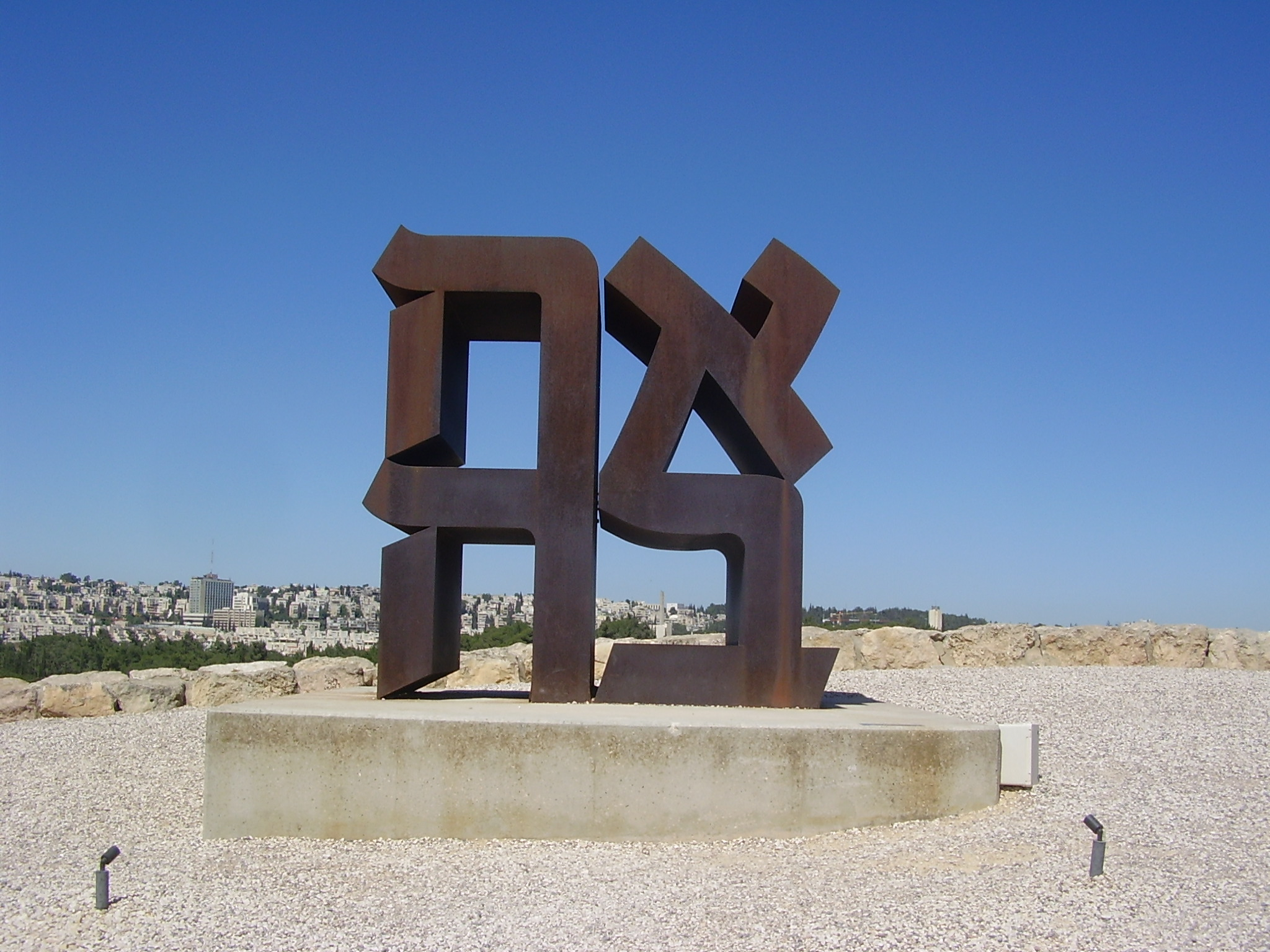
Cuatro letras hebreas sugiriendo la palabra "amor" (אהבה) en hebreo. Robert Indiana, Ahavá, 1977. Museo de Israel, Jerusalén.